# Adopción de animales

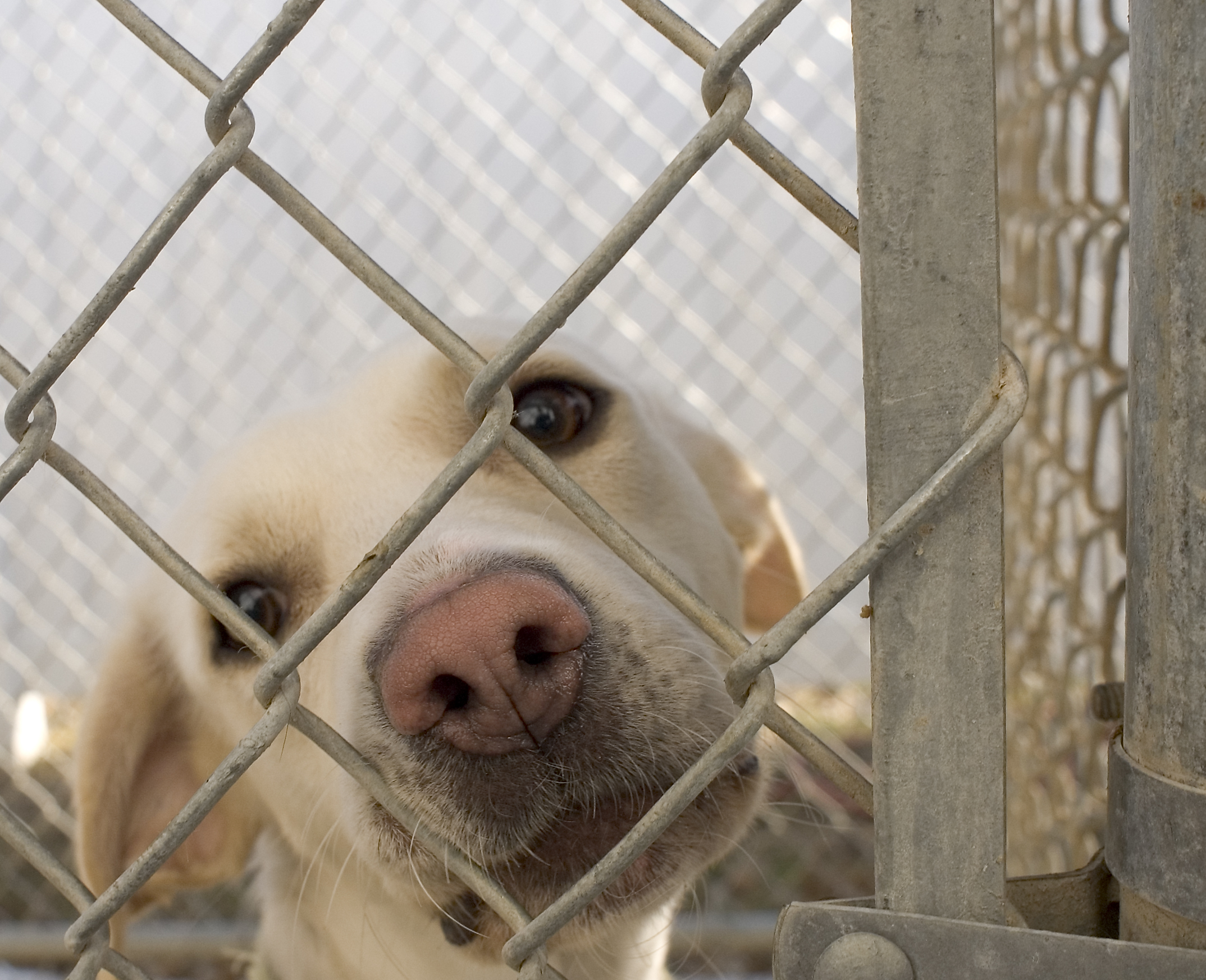
Un perro en un refugio de animales.

La adopción de animales es el proceso de tomar la responsabilidad de un animal que un dueño previamente han abandonado o dejado en un refugio de animales.
Las personas que realizan un proceso de adopción de animales de compañía deben comprometerse a cumplir con los compromisos adquiridos para lograr una tutela responsable.
Existe un gran número de lugares donde se puede adoptar, tanto lugares físicos, como los refugios, como por internet.
Los animales se adquieren por impulso, sin el consenso familiar y sin pensar si se cuenta con las condiciones o tiempo necesario para cuidarlos. El 27 de julio se conmemora el Día Internacional del Perro Callejero, el cual nació en Chile para fomentar la adopción de caninos y así disminuir un conflicto que se presenta en todo el mundo.

## Dar un perro en adopción
Muchas veces sucede que no podemos tener nuestro perro por diferentes causas y tenemos que tomar la decisión de darlo en adopción. Si tienes un perro que ha tenido crías y no puedes mantenerlas, una buena opción es dárselos a una veterinaria por algunos días a ver si pueden ellos encontrarles hogar, o buscar una campaña que lo pueda dar en adopción.